# حلاه (فجیره)
حلاه (در عربی:  الَحلاة ) روستایی است کوهستانی، در کنارهٔ دره (وادی حام) و در پایهٔ زنجیرهٔ کوه حجر واقع شده‌است، و از توابع شهر دبا الفجیره از توابع امارت فجیره از امارات هفتگانه دولت امارات متحده عربی و در شبه جزیره عربستان واقع شده‌است.

## جمعیت
جمعیت آن ۱۷۶ نفر (۱۱ خانوار) می‌باشند که از اهل سنت و مالکی مذهب هستند. 
 حلاه  روستایی است کوهستانی ودارای آب و هوای معتدل است، تقریباً در بیشتر روزهای سال کوه‌های اطراف روستا سرسبز است. 

## باران موسمی
در این منطقه حتی در روزهای تابستان نیز باران می‌بارد، این باران موسمی در لهجهٔ محلی اماراتی به ( امطار الروایحة ) معروف است. بارش باران در این موسم و در این منطقهٔ کوهستانی و در فصل گرما نقش مؤثری روی درختان فواکه وباغ‌ها دارد وبر رشد آن‌ها می‌افزاید. جنگلهای انبوه از درخت‌های کوهستانی مانند 
کُنار، کُور و سمر، سلم، کِرت و کُوهِنگ اطراف روستا احاطه نموده‌است.

## پیشه
باضافهٔ کشاورزی و دامپروی و دامداری، عده‌ای از ساکنان نیز صنایع دستی مانند: خنجر سازی، کوزه گری پیشه گرفته‌اند.